# 기독교 용어 목록
이 문서는 기독교에 쓰이는 용어들의 목록이다.

## A-Z
- INRI
- Walk with God(en)

## ㄱ
- 가시관(Crown Of Thorns)
- 개종자(Proselyte)
- 개혁(Reformed)
- 거룩한 무덤 성당(Church of the Holy Sepulchre)
- 거짓 메시아(False messiah, en)
- 고통받는 종(Suffering Servant)
- 교황 무류성(Papal infallibility)
- 교황 수위권(Papal supremacy)
- 구마(Exorcism)
- 구세주의(Messianic)
- 구약성경(Old Testament)
- 구원(Salvation)
- 그리스도(Christ)
- 그리스도의 몸(Body of Christ)
- 그리스도의 법(Law of Christ)
- 그리스도의 피(Blood of Christ)
- 기독교 국가(Christendom)
- 기독교 성경(Christian Bible)
- 기독교의 안식일(Sabbath in Christianity)
- 기독교인(Christian)
- 기름부음(Anointing)

## ㄴ
- 나사렛 사람(Nazarene)
- 나사렛파(Nazarene, en)
- 나실인(Nazirite)
- 노아 7법(Seven Laws of Noah)
- 늦은 비(Latter rain)
- 니케아 신경(Nicene Creed)

## ㄷ
- 단일신론(Monarchianism)
- 대림절(Advent)
- 대배교론(Great Apostasy)
- 대사명(Great Commission)
- 대체주의(Supersessionism)
- 대탕녀 바빌론(Whore of Babylon)
- 데일리 디보셔널(Daily devotional, en)
- 동서 교회의 분열(East–West Schism)
- 두 개의 계약 신학(Dual-covenant theology)

## ㄹ
- 랍비(Rabbinic)
- 레드 레터 크리스천(Red-Letter Christians, en)
- 레위기 18장(Leviticus 18)
- 레메즈/알레고리(Remez/Allegory, en)
- 로고스 (기독교)(Logos)

## ㅁ
- 마라나타(Maranatha)
- 마르시온 주의(Marcionism)
- 마리아의 아들(Son of Mary)
- 말세(End time)
- 메시아 시대(Messianic Age)
- 메시아(Messiah)
- 메시아닉 유대교(Messianic Jews)
- 멸망의 아들(Son of perdition, en)
- 모세 언약(Mosaic Covenant)
- 무화과 나무(The fig tree)
- 묵시(Apocalypse)
- 묵시록의 4기사(Four Horsemen of the Apocalypse)

## ㅂ
- 바리새파(Pharisees)
- 바오로의 특전(Pauline privilege)
- 바우어스 렉시콘(Bauer's Lexicon, en)
- 배교(Apostasy)
- 법의 조문과 정신(Letter and spirit of the law, en)
- 율법과 복음(Law and Gospel)
- 베드로(Saint Peter)
- 베드로특전(Petrine privilege, en)
- 베들레헴의 별(Star of Bethlehem)
- 베엘제붑(Beelzebub)
- 변화(Transfiguration) 또는 예수의 변화
- 보편 부활(Resurrection)
- 보혜사(Paraclete)
- 복음서(Gospel)
- 복음적 권고(Evangelical counsels, en) 또는 복음삼덕
- 본 어겐 버진(Born-again virgin, en)
- 봉헌자(Oblate, en)
- 부활절(Easter)
- 비아 돌로로사(Via Dolorosa)
- 베로니카(Veronica)

## ㅅ
- 사도 시대(Apostolic Age)
- 사도(Apostle)
- 사람의 아들(Son of Man)
- 사탄(Satan)
- 산상 수훈(Sermon on the Mount)
- 루이스의 삼단논법(Trilemma)
- 삼위일체(Trinity)
- 상환(Redemption)
- 새 계명(New Commandment)
- 새 언약(New Covenant)
- 새 예루살렘(New Jerusalem)
- 새 포도주를 낡은 가죽부대에(New Wine into Old Wineskins)
- 서력기원 (A.D.)
- 서방 교회의 분열(Western Schism)
- 성경(Bible)
- 성경에서의 할례(Circumcision in the Bible)
- 성령(Holy Spirit)
- 성령강림주일(Pentecost)
- 성령의 중보(Intercession of the Spirit)
- 성변화(화체설, Transubstantiation)
- 성부(God the Father)
- 성사(Sacrament)
- 성자(God the Son)
- 성찬(Eucharist)
- 성화 (기독교) (Sanctification)
- 세대주의(Dispensationalism)
- 세례(Baptism)
- 셰마(Shema)
- 셰키나(Shekinah)
- 소명(Vocation, Calling, en)
- 속죄(Atonement)
- 수난(Passion)
- 치치트(tzitzit)와 탈리트(Tallit)
- 시대의 징표(Sign of the times)
- 시민 정의(Justitia civilis, en) 또는 시민적인 정의
- 시몬 베드로의 수위권(Primacy of Simon Peter)
- 기독교 시온주의(Christian Zionism)
- 신격(Godhead in Christianity, en)
- 신명사문자(Tetragrammaton)
- 신법 (Divine law)
- 신생(Born again)
- 신성(Godhead)
- 신앙(Faith)
- 신약성경(New Testament)
- 신조(Creed)
- 십계명(Ten Commandments)
- 십사일 파(Quartodecimanism)
- 십자가형 어둠(Crucifixion darkness)

## ㅇ
- 아멘(Amen)
- 안수례(Laying on of hands)
- 안티레고메나(Antilegomena)
- 알마(Almah, en)
- 야(Jah)
- 야훼(Yahweh)
- 언약(Covenant)
- 여호와(Jehovah)
- 여호와 닛시(Jehovah nissi')
- 역사적 예수(Historical Jesus)
- 영생(Eternal life)
- 영원한 죄(용서받지 못할 죄, Eternal sin)
- 영지주의(Gnosticism)
- 예루살렘(Jerusalem)
- 예루살렘 공의회(Apostolic Decree)
- 예수(Jesus)
- 예수아(Yeshua)
- 예수의 승천(Ascension of Jesus)
- 예수의 십자가형(Crucifixion of Jesus)
- 예수의 언어(Aramaic of Jesus)
- 예수의 형제(Desposyni)
- 예정설(Elect)
- 옛적부터 항상 계신 이(Ancient of Days)
- 오경(Pentateuch)/토라(Torah)/추마시(Chumash)
- 우상숭배(Idolatry)
- 원수를 사랑하라 (Love for enemies)
- 원죄(Original Sin)
- 유대교의 경전(Jewish Bible)
- 유대 기독교(Judeo-Christian)
- 유대 기독교인(Hebrew Christians)
- 유대 기독교인(Jewish Christians)
- 유대인(Jews)
- 유대주의자(Judaizers)
- 유월절(Passover, en)
- 유화(Propitiation)
- 율법주의(Legalism)
- 율법폐기론(Antinomianism)
- 은사주의자(Charismania)
- 은혜(Grace)
- 의(Righteousness)
- 위격적 연합(Hypostatic union)

## ㅈ
- 재림(Second Coming)
- 제칠일교회의 안식일(Sabbath in seventh-day churches)
- 적그리스도(Antichrist)
- 전천년설(Premillennialism)
- 죄(Sin)
- 주님의 기도(Lord's Prayer)
- 주일(Lord's Day)
- 주일학교 답안(Sunday school answer, en)
- 죽은 자의 부활(Resurrection of the dead)
- 지옥(Hell)
- 짐승의 숫자(Number of the Beast)
- 짐승의 표(Mark of the Beast)
- 종말론(Eschatology)

## ㅊ
- 참포도나무(True Vine, en)
- 초기 기독교(Early Christianity)
- 초기 기독교의 할례에 대한 비판(Circumcision controversy in early Christianity, en)
- 최후의 만찬(Last Supper)
- 최후의 심판(Last judgment)
- 축성(Consecration, en)
- 칠십인역(Septuagint)
- 칭의(Justification)

## ㅋ
- 카페테리아 기독교(Cafeteria Christianity)
- 코이네 그리스어(Koine Greek)
- 킹 제임스 성경 운동(King-James-Only Movement)
- 크리스처니즈(Christianese, en)

## ㅌ
- 테스터먼트(Testament)

## ㅍ
- 파루시아(Parousia)
- 파울로스(Paul the Apostle)
- 페시타(Peshitta)
- 펜타르키(Pentarchy)
- 평상 수훈(Sermon on the Plain)

## ㅎ
- 하나님(God)
- 하나님을 경외하는 자들(Godfearers)
- 하나님의 아들들(Sons of God)
- 하나님의 영(Spirit of God)
- 하느님의 나라(Kingdom of God)
- 하느님의 아들(Son of God)
- 할렐루야(Hallelujah)
- 호산나(Hosanna)
- 홀리루드(Holy Rood, en)
- 화신(Incarnation)
- 황금률(Golden Rule)
- 황금문(Golden Gate)
- 휴거(Rapture)
- 히브리어 성경(Hebrew Bible)

## 같이 보기
- 분류:기독교 문화
- 신약 속 예수의 이름과 칭호